# Estonská pomocná policie
Estonská pomocná policie (německy Estnische Hilfspolizei, estonsky Eesti kaitsepataljonid) byla složena z útvarů pořádkové policie v říšském komisariátu Ostland, generální obvod Estland, v období německé okupace tohoto území v letech 1941 – 1944. Jednalo se o paramilitární jednotky vytvořené ze smluvních dobrovolníků, později mobilizovaných mužů, jako součást německých sil.

## Vznik

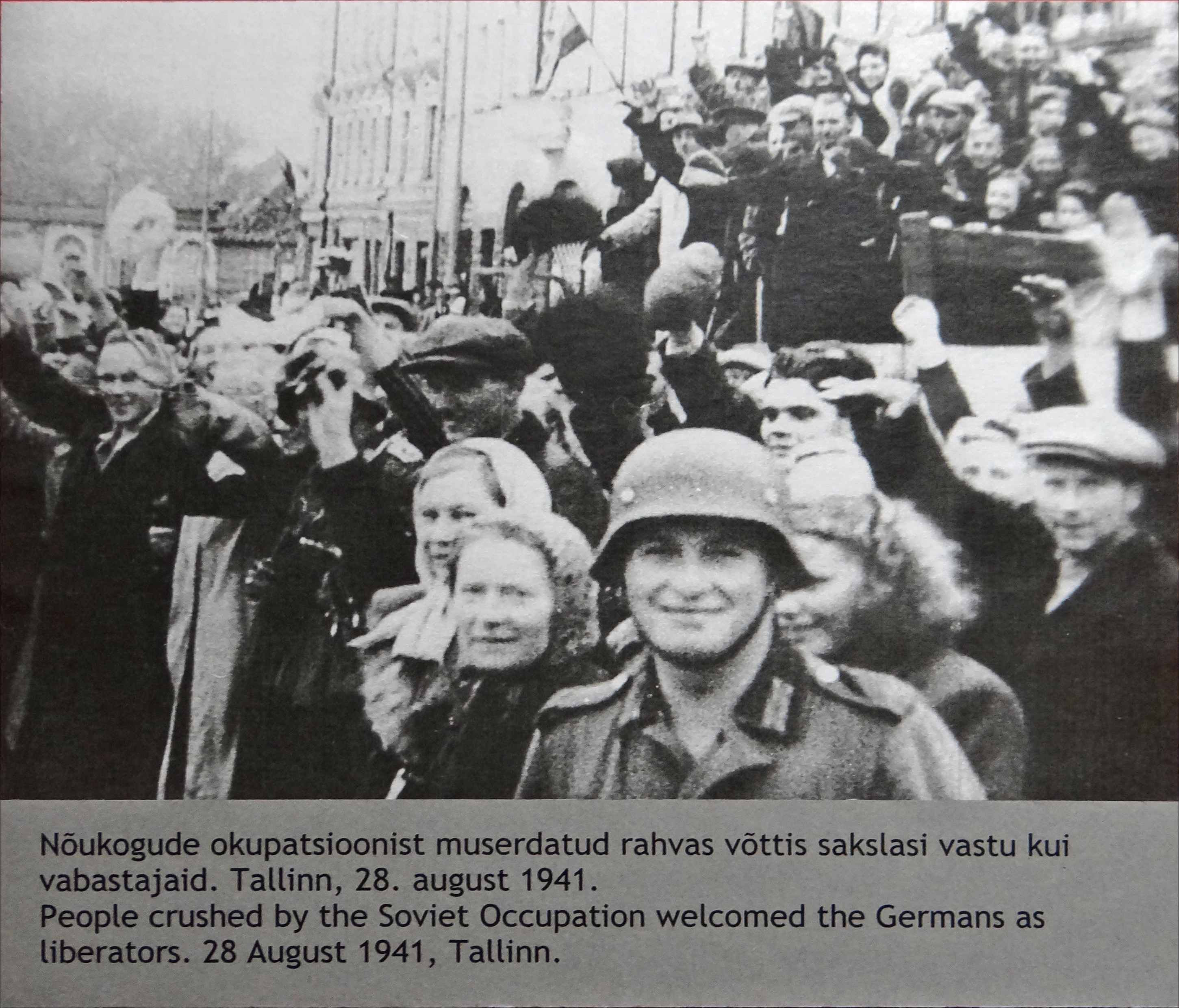
Vstup německé armády do Estonska v roce 1941, Tallinn

Po napadení SSSR a německých vítězstvích bylo na okupovaném území Estonské SSR (dříve Estonská první republika) rozkazem Wilhelma von Leeba velitele skupiny armád Sever ze dne 25. srpna 1941 povoleno estonským, lotyšským a litevským občanům vstupovat do wehrmachtu nebo vytvářet dobrovolnické prapory k plnění bezpečnostních úkolů. Velitel 18. armády wehrmachtu (německy 18. Armee (Wehrmacht)) Georg von Küchler zformoval 6 estonských dobrovolnických strážních jednotek (německy Estnische Sicherungsgruppe, estonsky Eesti julgestusgrupp), které obdržely pořadová čísla 181 – 186. Příslušníci byli získáni z dobrovolnických jednotek estonské sebeobrany (estonsky Omakaitse) se smlouvou uzavřenou na jeden rok, po uplynutí které mohl člen útvar opustit. Po zkušenosti s okupací Estonska ze strany SSSR nebyla o dobrovolníky nouze a Estonci ve velké většině příchod německé armády vnímali jako osvobození. V zemi také existovalo partyzánské hnutí bojující se sovětskou mocí přezdívané jako Lesní bratři.
Od září 1941 začalo vrchní velení wehrmachtu, kromě výše zmíněných jednotek, v týlu skupiny armád Sever formovat estonské pomocné policejní prapory, které měly za úkol výkon policejní služby, tzv. Schutzmannschaft. Během okupace Estonska nacistickým Německem bylo vytvořeno celkem 26 jednotek pomocné policie. Na rozdíl od Běloruské pomocné policie nebo Ukrajinské pomocné policie měly estonské policejní prapory velitele estonské národnosti a také byly složeny z Estonců. V jejich řadách byl však obvykle německý dozorčí důstojník (revizor). K 1. říjnu 1942 čítaly estonské policejní jednotky 10 400 osob, přiděleno k nim bylo 591 Němců. Dobrovolnické oddíly byly organizovány tak, aby nepřekročily velikost praporu, protože protivníkem výstavby vyšších útvarů z východních národů byl Martin Borman.
V lednu 1942 bylo otevřeno školící středisko pro výcvik pomocných policistů v Talinu, jemuž velel SS-Obersturmführer Arnold Viiding. Jen do července 1942 se kurzů pořádaných Hlavním říšským bezpečnostním úřadem zúčastnilo 189 Estonců. 
V lednu 1942 byl také vyhlášen nábor estonské mládeže ve věku 18 – 25 let do policejních praporů. Základem kádru vytvořených jednotek byli aktivisté nacionalistických mládežnických organizací, bývalí vojáci estonské armády, pohraniční stráže a policie.
Od léta 1942 bylo několik skupin budoucích policistů vysláno do škol pořádkové, bezpečnostní policie a bezpečnostní služby v Německu. Zde se kromě otázek policejní a kriminalistické práce seznamovali také s národně socialistickými státně právními názory, rasovou ideologií a bojem s politickými odpůrci. V této souvislosti v červenci 1943 vydalo vedení estonské policie oběžník o boji proti anglofilům, viz citát.
| „                                            | Spolu s bolševiky máme určitý počet lidí, kteří svou zaujatostí a způsobem života nepředstavují menší nebezpečí než ti první... Mezi tyto jedince patří především anglofilové, čímž rozumíme jedince, kteří se před rokem 1940 hlásili k tzv. anglické orientaci. | “ |
| — Oběžník policejního vedení z července 1943 | |   |

Estonské policejní prapory měly na rukávech barevný štítek v barvách modré, černé a bílé překrytý třemi lvy nad sebou.

## Nasazení v oblastech a bojích
Policejní prapory působily hlavně v týlu armád wehrmachtu. V letech 1941 až 1944 se prapory podílely především na strážní službě (ochraně mostů, železnic, průmyslových podniků a podobně), zabezpečení týlu a boji proti partyzánům v Leningradské, Pskovské a Novgorodské oblasti. Při bojích s partyzány se podílely na páchání válečných zločinů včetně likvidace přívrženců sovětského režimu, které představovala zejména ruská menšina. S pomocí Němců zabily estonské policejní jednotky 61 tisíc občanů a 64 tisíc sovětských zajatců. Estonské policejní prapory se účastnily bojů s partyzány, poprav civilistů, loupeží, ničení celých vesnic v Bělorusku a masových deportací civilistů do Německa. Podílely se také na zničení ghetta ve Vilniusu a zajaté Židy transportovaly do koncentračních táborů.
Nasazení v oblastech a bojích:
- 37. a 40. prapor sloužil jako zadní voj v oblasti města Pskova. 38. prapor sloužil v oblasti Luga – Pskov – Gdov.
- 37. a 38. prapor se zúčastnil bojů o Tartu spolu s estonským legionem SS.
- 288. prapor zajišťoval bezpečnost operacemi proti sovětským partyzánům v oblasti Rasony (bělorusky Расоны).
- Policejní prapory 29., 31. a 32. se zúčastnily bojů o předmostí Narva.[pozn. 3]
- 36. estonský policejní prapor se zúčastnil od 22. listopadu do 31. prosince 1942 bitvy o Stalingrad.

Postup Rudé armády na začátku roku 1944 dosáhl estonských hranic, a proto estonská správa vyhlásila 1. února 1944 všeobecnou mobilizaci. Do zbraně bylo povoláno celkem 38 000 mužů, z nichž mnozí byli zařazeni do policejních praporů.

## Estonské policejní prapory
Každý prapor disponoval silou 400 – 500 mužů. Příslušníci z policejních praporů tvořili základ kádru 20. granátnické divize SS (1. estonská), do které byli zařazováni v průběhu roku 1944. 
V březnu 1944 vznikl sloučením čtyř praporů (286., 288., 291. a 292.) 1. estonský policejní pluk a v červenci ze tří praporů (37., 38. a 40.) 2. policejní pluk. Situace na frontě v roce 1944 zabránila dokončení sestavování pluků a v srpnu až září 1944 byly tyto jednotky rozpuštěny.
Počínaje únorem 1944 bylo na území Estonska zformováno šest pluků pohraniční stráže (číslo 1 až 6), které byly stejně jako policejní prapory aktivně využívány v bojových operacích v severním sektoru východní fronty. V bojích o Estonsko v září 1944 utrpěly značné ztráty.
| Číslo | Estonský název                     | Německý název                            | Poznámka |
| ----- | ---------------------------------- | ---------------------------------------- | --- |
| 29.   | 29. Eesti Politseipataljon         | Estnische Polizei-Füsilier-Bataillon 29  | Střelecký prapor. Počet mužů 530, nasazen při obléhání Leningradu. Velitelé major Joann Peikner, major Karl Ant. |
| 30.   | 30. Eesti Politseipataljon         | Estnische Polizei-Füsilier-Bataillon 30  | Střelecký prapor. Počet mužů 672, nasazen na frontě u Narvy. Velitel major Julius Ellandi. Rozpuštěn v létě 1944. |
| 31.   | 31. Eesti Politseipataljon         | Estnische Polizei-Füsilier-Bataillon 31  | Střelecký prapor. Měl za úkol zajištění bezpečnosti týlového prostoru. Velitel kapitán Agu Lannu. Rozpuštěn v létě 1944. |
| 32.   | 32. Eesti Politseipataljon         | Estnische Polizei-Füsilier-Bataillon 32  | Střelecký prapor. Policejní prapor SS využván ke strážní službě, počet mužů 456. Velitel kapitán Lanno. Rozpuštěn v létě 1944. |
| 33.   | 33. Eesti Politseipataljon         | Estnische Polizei-Füsilier-Bataillon 33  | Zabýval se ochranou německých vojenských objektů (včetně mostů). V lednu 1942 byl bez předchozí přípravy vyslán do bojů u Leningradu. V prosinci 1942 rozpuštěn. Později byl vytvořen znova z příslušníků německé menšiny. Prapor čítal 381 osob a plnil bezpečnostní úkoly. V červnu 1944 bojoval proti Rudé armádě u Čudského jezera. V zimě 1944 rozpuštěn po ztrátách. Velitelé Jakob Kuuse, Voldemar Pärlin, Johannes Koort a Robert Tammiste. |
| 34.   | 34. Eesti Politsei Rindepataljon   | Estnische Polizei-Front-Bataillon 34     | Úderný (bojový) prapor. Počet mužů 500. Měl za úkol zajištění bezpečnosti týlového prostoru skupiny armád Sever. Velitel major Rudolf Martinson. |
| 35.   | 35. Politsei Tagavarapataljon      | Polizei-Ersatz-Bataillon 35              | Záložní prapor. |
| 36.   | 36. Eesti Politseipataljon         | Schutzmannschaft-Front-Bataillon nr. 36  | Zformován 23. listopadu 1941. V úderném praporu sloužilo cca 600 dobrovolníků. Prapor se účastnil boje proti partyzánům na území Běloruska a Ukrajiny, hlídal zajatecké tábory. Nasazen v bitvě u Stalingradu. Podílel se na vyhlazování Židů (srpen 1942 Novogrodok) a Slovanů (válečné zločiny v rámci protipartyzánských operací). 8. ledna 1943 byl prapor rozpuštěn. Velitelé poručík Harald Riipalu, SS-Hauptsturmführer (kapitán estonské armády) Alo Tarjo, SS-Untersturmführer (major estonské armády) Julius Reinter. |
| 37.   | 37. Eesti Politseipataljon         | Estnische Polizei-Bataillon 37           | Bývalý estonský prapor pomocné policie města Tartu – Estnische Schutzmannschafts-Abteilung Dorpat. Počet mužů 760. 28. února 1944 měl prapor 312 mužů. Měl za úkol zabezpečení týlového prostoru skupiny armád Sever a bojoval se sovětskými partyzány. Velitelé Major Martin-Friedrich Bergmann (od srpna 1941), major Friedrich Kurg, major Kusta Lindpere (v roce 1943), kapitán Karl Saimre (do 18. srpna 1944), kapitán Paul Suude (18. srpna 1944 – 20. srpna 1944), podplukovník Feliks Tamme (20. srpna 1944 – prosinec 1944). V říjnu 1944 rozpuštěn.                                                                                                |
| 38.   | 38. Eesti Politseipataljon         | Estnische Polizei-Bataillon 38           | Bývalý estonský prapor pomocné policie Fellin (hrad Řádu německých rytířů) – Estnische Schutzmannschafts-Abteilung Fellin. Prapor byl zpočátku podřízen 285. (později 207.) bezpečnostní divizi wehrmachtu a měl za úkol zabezpečení týlu skupiny armád Sever. Počet mužů 700, v srpnu 1944 586. Bojoval v Rusku, kde vykonával strážní službu při ostraze vojenských objektů. V roce 1944 se dostal do frontových bojů a utrpěl značné ztráty. Velitelé podplukovník Johannes Raudmäe, major Valter Mäeste, kapitán Arnold Evert, major Jaan Pärn, major Robert Tammiste (do srpna 1944), major Julius Ellandi (srpen – říjen 1944). V říjnu 1944 rozpuštěn. |
| 39.   | 39. Kaitse Vahipataljon Oberpahlen | Schutzmannschaft-Wacht-Bataillon 39      | Strážní prapor. Počet mužů 700, podléhal operačnímu velení 281. bezpečnostní divize wehrmachtu. Podílel se na bojích s partyzány. Velitel major Alexander Sobolev. Rozpuštěn v dubnu 1943. |
| 40.   | 40. Eesti Politseipataljon         | Estnische Polizei-Bataillon 40           | Policejní prapor vznikl v srpnu 1941 a měl za úkol výkon strážní služby v okolí města Pskov. K 28. únoru 1944 měl prapor stav 139 mužů. Velitelé major Kusta Lindpere, major Karl Normaa (od 16. června 1942 do 20. ledna 1944), kapitán Rein Mölder, major Julius Ellandi (od konce června 1944). V srpnu 1944 rozpuštěn. |
| 41.   | 41. Kaitse Tagavarapataljon        | Schutzmannschaft Erzats Bataillon 41     | Měl za úkol zabezpečení týlu skupiny armád Sever. Velikost praporu byla zamýšlena na 975 mužů, ve skutečnosti velikost nikdy nepřesáhla 300 mužů. Velitelé podplukovník Oskar Särev, major Friedrich Kurg, podplukovník Juhan Vermet. Začátkem roku 1943 byl prapor rozpuštěn. |
| 42.   | 42. Kaitse Pioneeripataljon        | Schutzmannschaft-Pioneer-Bataillon 42    | Ženijní prapor. Počet mužů 560. Prapor se skládal převážně z estonských Rusů a měl za úkol ženijní, opravné a stavební práce. V létě 1943 nasazen na frontě u Pskovského jezera. Velitelé major August Siller (Schiller), kapitán Johannes Pedaja. Rozpuštěn v září 1944. |
| 286.  | 286. Politsei Jalaväepataljon      | Polizei-Füsilier-Bataillon 286           | Střelecký prapor. Měl za úkol zabezpečení týlu skupiny armád Sever. 286. prapor vznikl v květnu 1943 z příslušníků estonské policie v Tallinnu. Velikost praporu byla asi 700 mužů. Účastnil se bojů se sovětskými partyzány. 7. listopadu 1943 nasazen na frontě v sestavě 132. a později 290. pěší divize. Velitel major Rudolf Martinson. Rozpuštěn v září 1944. |
| 287.  | 287. Politsei Vahipataljoniks      | Polizei Wacht Bataillon 287              | Strážní prapor. |
| 288.  | 288. Politsei Jalaväepataljon      | Polizei-Füsilier-Bataillon 288           | Střelecký prapor. Nasazen v bojích proti partyzánské oblasti města Rasony. Začátkem roku 1944 nasazen na frontě. Velitelé major Otto Komusaar, kapitán Agu Lannu. |
| 289.  | 289. Politsei Jalaväepataljon      | Polizei-Füsilier-Bataillon 289           | Střelecký prapor. Vznikl z mobilizovaných mužů v roce 1943. Velitel kapitán Ervin Kivi. Sloučen s 288. Politsei Jalaväepataljon. |
| 290.  | 290. Politsei Pioneeripataljon     | Polizei Pionier-Bataillon 290            | Ženijní prapor. Vytvořený z mobilizovaných mužů v roce 1944, složen především z etnických Rusů. Sloužil jako ostraha koncentračního tábora Vaivara. Velitel bývalý major sovětské armády Idas. Prapor prováděl ženijní práce při obraně Tartu až do srpna 1944. |
| 291.  | 291. Politsei Jalaväepataljon      | Polizei-Füsilier-Bataillon 291           | Střelecký prapor. Vytvořený z mobilizovaných mužů v roce 1944, v červnu 1944 měl stav 637 mužů. Vykonával ostrahu pobřeží. Zúčastnil se bojů na frontě v září 1944. |
| 292.  | 292. Politsei Jalaväepataljon      | Polizei-Füsilier-Bataillon 292           | Střelecký prapor. Vytvořený z mobilizovaných mužů v roce 1944, v červnu 1944 měl stav 638 mužů. Velitel kapitán Edmund Seppik. Vykonával ostrahu pobřeží. Zničen Rudou armádou v bojích na frontě v září 1944. |
| 293.  | 293. Politsei Jalaväepataljon      | Polizei-Füsilier-Bataillon 293           | Střelecký prapor. Vytvořený z mobilizovaných mužů v roce 1944. Jeho formování nebylo dokončeno. |
| 521.  | 521. Eesti Politseipataljon        | Estnische Polizei-Füsilier-Bataillon 521 | Střelecký prapor. |